# Microplitis moestus
Microplitis moestus är en stekelart som först beskrevs av Julius Theodor Christian Ratzeburg 1852.  Microplitis moestus ingår i släktet Microplitis och familjen bracksteklar. Inga underarter finns listade i Catalogue of Life.